# Brändö
Brändö ist eine Gemeinde in der autonomen finnischen Provinz (finnisch: Lääni) Åland. Das Gemeindegebiet erstreckt sich auf zahlreiche Inseln im Nordosten der Provinz und stellt den östlichsten Ausläufer Ålands dar.
Brändö hat 450 Einwohner (Stand 31. Dezember 2022), die Fläche beträgt unter Ausschluss der Meeresgebiete 108,47 Quadratkilometer. Von den Einwohnern Brändös sprechen 82 Prozent Schwedisch als Muttersprache, 14 Prozent Finnisch und 6 Prozent andere Sprachen (Stand 2011). Wie auf ganz Åland ist Schwedisch die einzige Amtssprache.

## Geografie
Neben der zentral gelegenen Hauptinsel Brändö sind weitere bewohnte Inseln Asterholma, Baggholma, Björnholma, Fiskö, Jurmo, Korsö, Lappo, Torsholma und Åva.

## Verkehr
Brändö erreicht man mit der Fähre von Ålandstrafiken von Kustavi oder Kumlinge. Die Autofahrt nach Turku dauert auf diese Weise nur zwei Stunden, während die Fährfahrt zur Provinzhauptstadt Mariehamn dreieinhalb Stunden in Anspruch nimmt.

## Wirtschaft
Haupteinnahmequelle der Einwohner Brändös ist der Fremdenverkehr. Auf den Inseln der Gemeinde gibt es über 350 Ferienhäuser. Trotz dieser großen Zahl kommt statistisch nur ein Ferienhaus auf fünf Kilometer Meeresufer.